# Mégrit
Mégrit (bret. Megrid) – miejscowość i gmina we Francji, w regionie Bretania, w departamencie Côtes-d’Armor.
Według danych na rok 1990 gminę zamieszkiwały 654 osoby, a gęstość zaludnienia wynosiła 32 osoby/km² (wśród 1269 gmin Bretanii Mégrit plasuje się na 745. miejscu pod względem liczby ludności, natomiast pod względem powierzchni na miejscu 487.).